# Ars liturgica (Wettbewerb)
 Ars liturgica bezeichnet einen Gestaltungswettbewerb, den der Kunstverein im Bistum Essen e. V. seit dem Kulturhauptstadtjahr RUHR.2010 in Zusammenarbeit mit dem Deutschen Liturgischen Institut in Trier und dem Liturgiewissenschaftlichen Lehrstuhl an der Ruhr-Universität Bochum – ursprünglich alle zwei Jahre – auslobt.
Dabei soll jeweils eine Gestaltungsaufgabe aus dem sakralen Bereich bearbeitet werden: ein liturgisches Gerät oder Geräteensemble (Kelch und Hostienschale, Monstranz, Rauchfass etc.), liturgische Kleidung (Messgewand, Dalmatik, Pluviale, Mantelalbe etc.), ein liturgischer Ort (Altar, Ambo, Taufort, Tabernakel, Vorstehersitz etc.), ein liturgisches Buch (Evangelistar, Lektionar etc.) oder ein Element der künstlerischen Ausstattung (Bild, Skulptur, Tuch, Glasmalerei etc.). In der Gestaltung sind neue Wahrnehmungs- und Herangehensweisen ausdrücklich erwünscht. Das Objekt soll für einen konkreten Kirchenraum im Bereich des Bistums Essen gestaltet werden. Die zuständige Pfarrei bewirbt sich um die Teilnahme an ars liturgica und sagt die Ausführung oder den Ankauf des Objektes und dessen regelmäßige Nutzung bzw. Aufstellung, Installation zu. Der Auslober unterstützt die Pfarrei durch Publikationen, Einführungen und andere Angebote der Erschließung.

## Ars liturgica I 2010
Beim ersten Wettbewerb sollten zeitgenössische Gestaltungslösungen für den Einband eines Evangelistars für den liturgischen Gebrauch in der Pfarrei St. Johann in Duisburg-Hamborn geschaffen werden. Seinerzeit verzichtete die Jury auf die Vergabe eines ersten Preises, weil keiner der eingereichten Entwürfe ihre Erwartungen vollkommen erfüllt hatte. Die beiden zweiten Plätze entfielen auf die Arbeiten von Johannes Borst, Nürnberg, und Mechthild Bach, Aachen. Der dritte Preis ging an Hannah Feldmeier aus Stuttgart. An dem Wettbewerb hatten sich insgesamt 56 Künstler aus ganz Deutschland beteiligt.

## Ars liturgica II 2012

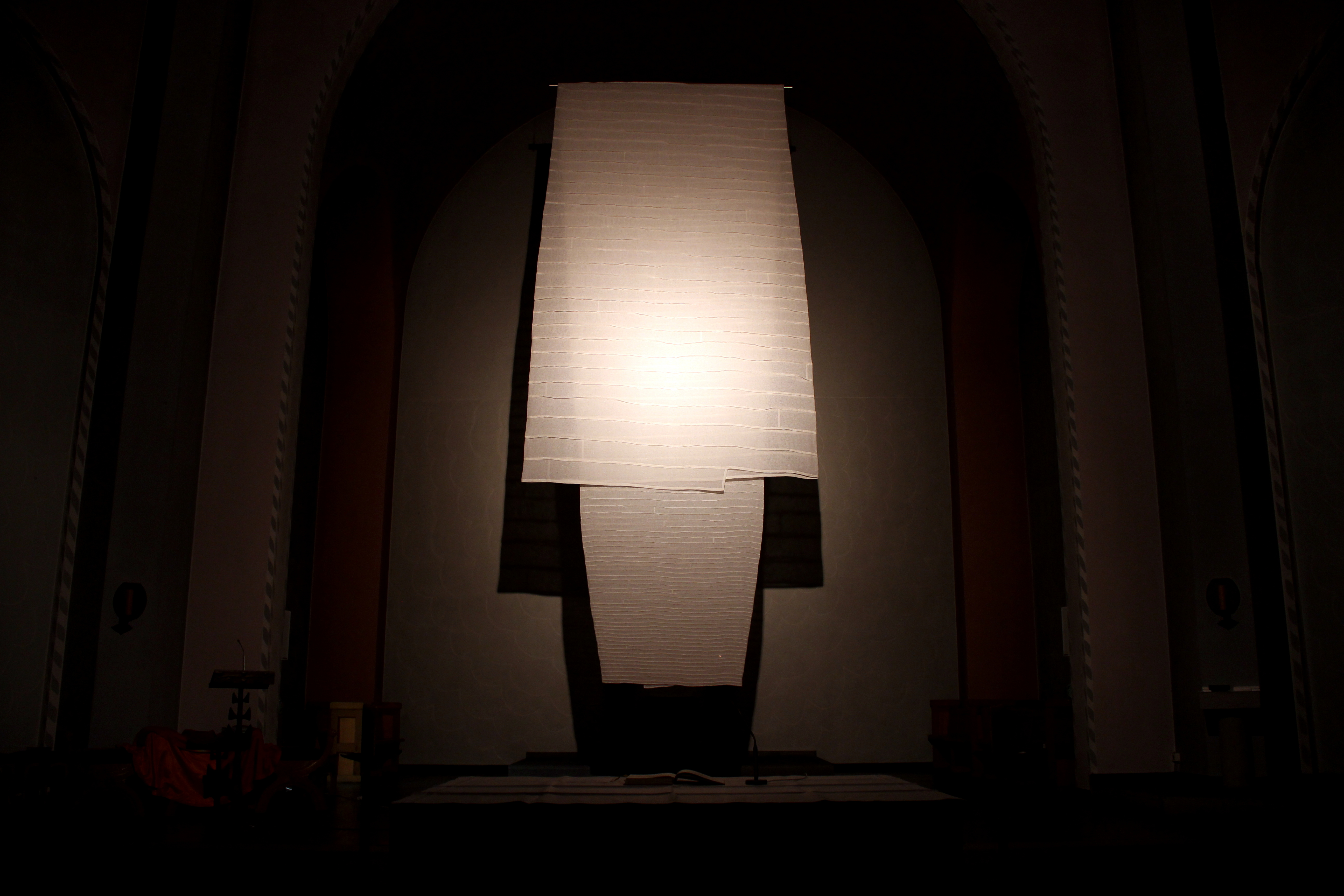
Das Fastentuch von Claudia Merx in der Heilig Kreuz-Kirche verhüllt die Kreuzigungsgruppe von Gerd Brüx.

Für das Jahr 2012 wurde die Realisierung eines Fastentuches ausgelobt, das  für die Heilig-Kreuz-Kirche in Gladbeck-Butendorf bestimmt ist. Dabei sieht die etwa 1000-jährige liturgische Tradition der Fastentücher vor, den Altar oder den Chorbereich einer Kirche zu verhängen und den Blicken der Gemeinde zu entziehen. Bei der aktuellen Realisierung geht es darum, dem Betrachter neue Perspektiven aufgrund des Eingriffs in den Kirchenraum zu eröffnen: Vertrautes soll fremd, Gewohntes anders erfahren werden. Wesentliches soll in den Blick kommen. Gefördert wurde dieses Projekt unter anderem durch die Heilig-Kreuz-Stiftung, die mit Achim Wessing in der Jury von ars liturgica vertreten war. Der 1. Preis wurde an die Aachener Künstlerin Claudia Merx vergeben, die im Jahr 2003 bereits mit dem Staatspreis für das Kunsthandwerk NRW ausgezeichnet worden war. Am 16. Februar 2013 wurde das Fastentuch im Rahmen eines Festgottesdienstes in der Heilig-Kreuz-Kirche der Öffentlichkeit präsentiert. Die weiteren Preise gingen an Dorothèe Aschoff aus Neustadt und Sebastian Richter aus Halle. Die Preisträger waren aus insgesamt 51 Beiträgen ausgewählt worden.
In der Ausstellung „Fastentuch modern“ präsentierte das Deutsche Textilmuseum in Krefeld vom November 2013 bis zum Januar 2014 prämierte Entwürfe des Ars liturgica-Wettbewerbs 2012. Alle Entwürfe zitierten historische Textilien. Den Arbeiten der Preisträger wurden Textilien aus dem Deutschen Textilmuseum gegenübergestellt, z. B. ägyptische Mumienbinden, spätantike Gewebe, Damasttücher und Kaseln.

## Ars liturgica III 2015
Die diesjährige Aufgabe fordert dazu auf, ein neues, künstlerisch hochwertig gestaltetes Vortragekreuz für die Pfarrei St. Josef in Essen-Frintrop zu entwerfen, das künftig bei der Fronleichnamsprozession, bei Wallfahrten, aber auch in den regulären Gottesdiensten der Pfarrei verwendet wird. Dabei soll dieses Kreuz nicht nur beim Ein- und Auszug des Priesters in die Kirche von den Ministranten getragen werden, sondern auch während der Feier ein besonderer Blickfang in der Nähe des Altars sein und dazu verhelfen, neue Perspektiven auf Kreuz und Auferstehung zu entdecken. Deshalb sollen die Wettbewerbsteilnehmer in ihrem Entwurf auch eine Standvorrichtung berücksichtigen.

## Ars liturgica IV 2020
2020 sollte eine Weihnachtskrippe für die Gelsenkirchener Propsteipfarrei St. Augustinus entworfen werden. Im September wurde aus 45 Einsendungen der Entwurf "Fürchtet Euch nicht" des Institut für Inszenierung ausgewählt. Die etwa 4 Meter große, begehbare Installation wurde zum 1. Sonntag im Advent 2019 enthüllt.
Im Januar und Februar 2020 fand eine Ausstellung in St. Augustinus mit den 10 besten Entwürfen statt. Eine weitere Ausstellung im Rahmen der 80. Krippenausstellung im Telgter Museum Religio wurde wegen der Corona-Pandemie auf 2021 verschoben.
Die ersten drei Preise gingen an:
1. Sabine Reibeholz, Wuppertal
2. Lukas Klein-Wiele, Gelsenkirchen
3. Joachim Stäbler, Bielefeld

Einer der weiteren Entwürfe namens "Himmelhoch" wurde 2020 in der St. Agnes Kirche in Hamm realisiert.